# Molophilus (Molophilus) aculobatus
Molophilus (Molophilus) aculobatus is een tweevleugelige uit de familie steltmuggen (Limoniidae). De soort komt voor in het Oriëntaals gebied.